# Chapelle de Ramoth
Pour les articles homonymes, voir Ramoth (homonymie).
 (novembre 2024).
 (novembre 2024).
Si vous disposez d'ouvrages ou d'articles de référence ou si vous connaissez des sites web de qualité traitant du thème abordé ici, merci de compléter l'article en donnant les références utiles à sa vérifiabilité et en les liant à la section « Notes et références ».
Ramoth, Hirwaun, était à l'origine une chapelle baptiste à Davies Row, Hirwaun, Aberdare, Pays de Galles.
Les services à Ramoth se déroulaient en langue galloise. Après une rénovation en 1982, le bâtiment continue d'être utilisé pour le culte chrétien en tant que communauté des Assemblées de Dieu.
L'histoire de Ramoth commence au début du XIXe siècle, lorsque des réunions se tenaient dans une maison appartenant à George Overton. Cependant, les premières années furent difficiles et les réunions cessèrent d'avoir lieu pendant un certain temps. La cause fut relancée en 1818. L'église comptait environ 50 membres à cette époque et les services d'ouverture ont eu lieu le 18 juin 1826. La chapelle a été autorisée en 1830 et Ramoth a été accepté à l'Association baptiste d'East Glamorgan à Aberfan en 1831. Le premier ministre entre 1832 et 1834 fut William Lewis, qui était également ministre de Calfaria, Aberdare.
En 1840, alors que l'église comptait 76 membres, il fut décidé de construire une nouvelle chapelle, qui fut inaugurée en 1843. Durant la construction de la nouvelle chapelle, Benjamin Evans, un étudiant du Pontypool College, fut ordonné ministre de Ramoth. Il y resta quinze ans et pendant ce temps une branche de Ramoth fut ouverte à Heolyfelin. En 1849, le nombre de membres est passé à 178.
En 1853, le rapport de TW Rammell sur la santé publique dans la paroisse d'Aberdare indiquait que le cimetière de Ramoth était presque plein et, en raison de sa proximité avec les habitations, devrait faire partie d'un certain nombre de cimetières non-conformistes qui devraient être fermés.
Thomas Joseph, propriétaire d'une mine de charbon, était diacre à Ramoth. Au début des années 1850, il ouvrit une nouvelle mine à Trecynon et persuada de nombreux mineurs de Hirwaun, membres de Ramoth, de déménager avec lui. Joseph fut la figure centrale dans la formation de la nouvelle église à Heolyfelin, et pendant un temps, le nombre de membres à Ramoth diminua considérablement et la cause lutta pour survivre.
Les personnes suivantes ont exercé leur ministère à Ramoth à la fin du XIXe siècle : Benjamin Watkins (1857-1858), D. Davies (1863-1869), E. Colwyn Evans (1872-1891) et David Collier (1892-1897).
JS Johns est arrivé comme ministre en 1899, mais est décédé deux ans plus tard, alors qu'il était encore jeune.
Le nombre maximum d'adhérents fut atteint en 1904 et, en 1913, un nouvel orgue fut installé grâce à un don d'Andrew Carnegie.
George Hague fut ministre de 1903 à 1910 et fut remplacé par E. Cefni Jones (1911-1920). EJ Hughes fut le ministre ayant exercé le plus longtemps, de 1923 à 1958.
Il existe un enregistrement sur cylindre de cire du révérend E. Roberts réalisé à Ramoth pendant le renouveau gallois de 1905.
La chapelle a fermé ses portes en 1982 pour des raisons baptistes, mais a été rénovée et rouverte comme lieu de culte chrétien dans les années 1990.
Le Ramoth Christian Centre a célébré ses 150 ans à son emplacement actuel en 2018, et le bâtiment actuel en est à sa troisième incarnation.